# زبان مانگاروایی
مانگاروایی یا مانگاروان (به فرانسوی: Mangarévien) یکی از
زبان‌های پلی‌نزیایی است که توسط حدود ۶۰۰ نفر در مجمع الجزایر گامبیر در پلی‌نزی فرانسه (به ویژه بزرگ‌ترین جزیره آن مانگاروا) صحبت می‌شود. دیگر گویشوران این زبان مهاجرین مانگاروایی هستند که در جزایر تاهیتی و موئورئا در فاصله ۱٬۶۵۰ کیلومتری (۱۰۳۰ مایل) در شمال غربی مجمع الجزایر گامبیر زندگی می‌کنند.

## سرزندگی زبان
در سرشماری سال ۲۰۱۷، گزارش شده است که تنها ۲۴٫۸ درصد از جمعیت ۱۵ ساله و بالاتر در جزایر گامبیر، بیشترین صحبت به زبان مانگاروایی را در خانه داشتند (کاهش از ۳۸٫۶ درصد در سرشماری سال ۲۰۰۷)، در حالی که بر اساس گزارش‌ها ۶۲٫۶ درصد از جمعیت به زبان فرانسوی به (عنوان زبان اصلی) در خانه تلکم می‌نمودند (افزایش از ۵۲٫۳٪ در سرشماری سال ۲۰۰۷)، همچنین آمار گویشوران این زبان، به عنوان زبان اصلی در خانه در تاهیتی ۴٫۹٪ بود (کاهش از ۶٫۴٪ در سال ۲۰۰۷)، درحالی که ۴٫۶٪ از اهالی تاهیتی به برخی از زبان‌های چینی (عمدتاًهاکا) تلکم می‌نمایند (افزایش از ۳٫۵٪ در سال ۲۰۰۷).
بر اساس اعداد رسمی سرشماری، در طی ده سال بین سال‌های ۲۰۰۷ و ۲۰۱۷ شاهد کاهش جهانی تعداد بزرگسالان متلکم به زبان مانگاروایی بوده‌ایم (یعنی افراد ۱۵ ساله و بالاتر که گزارش شده به زبان مانگاروایی در خانه بیشتر صحبت می‌کنند):
- در جزایر گامبیر از ۳۰۰ نفر متلکم در سال ۲۰۰۷ به ۲۷۰ نفر در سال ۲۰۱۷
- در جزایر تاهیتی و موئورئا از ۵۰ نفر در سال ۲۰۰۷ به ۵۳ نفر در سال ۲۰۱۷
- در سراسر پلی نزی فرانسه از ۴۳۴ نفر در سال ۲۰۰۷ به ۳۳۲ نفر در سال ۲۰۱۷

گویندگان در تاهیتی و موئورئا دارای دوزبانگی با زبان تاهیتیایی هستند که در بین دو زبان مورد استفاده ایشان ۶۰٪ شباهت واژگانی وجود دارد و همین‌طور با زبان فرانسه. زبان مانگاروایی یکی از زیرگروه‌های زبان‌های مارکیزی است و به بنابراین با زبان هاوایی و زبان مارکیزی ارتباط نزدیکی دارد.
بر اساس پروژه زبان‌های در خطر انقراض، زبان مانگاروایی با کمتر از ۹۰۰ گویشور از یک جمعیت قومی ۱٬۴۹۱ نفری در یک زبانِ درمعرض خطر در نظر گرفته می‌شود. بخش بزرگتری از جمعیت در جزایر گامبیر به فرانسوی تلکم می‌نمایند.